# Јероплатанос
Јероплатанос (грч. Γεροπλάτανος) је насељено место у општини Полигирос у периферији Средишња Македонија, Грчка. Према попису из 2021. године било је 347 становника.
Према бугарском географу и историчару, Василу Канчову, у Јероплатаносу је 1900. године живело 265 Грка. Српски историчар Спиридон Гопчевић, 1890. године бележи да је становништво Јероплатаноса словенског порекла. Село се раније звало Топлики.